# Ana Nova
Ana Nova (* 5. Juni 1975 in Magdeburg) ist eine deutsche Pornodarstellerin. 
Sie dreht vorwiegend für Gonzo-Filme, häufig mit Anal- und Interracial-Szenen. Bekannt ist sie auch für ihr Auftreten in MILF-Produktionen, in Ass-To-Mouth (A2M)-, Creampie- und Doppelvaginalszenen. Im Gegensatz zu anderen Darstellerinnen praktiziert sie auch in fremdsprachigen Produktionen teilweise Dirty Talk in ihrer Muttersprache.

## Leben
Vor ihrem Einstieg in die Pornobranche arbeitete sie als Zahnarzthelferin.
Ihre Karriere begann im Jahr 2000, als sie einen Vertrag mit der Firma Goldlight abschloss. Sie drehte danach bis 2002 unter dem Pseudonym Tara Young etwa 20 Filme in Europa und gewann 2001 den Venus Award als Best New Female Starlet (Germany). Unter anderem spielte sie 2002 auch eine Nebenrolle in der Filmkomödie Knallharte Jungs.
Nachdem ihr klar geworden war, dass sie als Pornodarstellerin in den USA mehr Geld verdienen kann, verlagerte sie den Schwerpunkt ihrer Tätigkeit ab 2003 nach Kalifornien. Aus namensrechtlichen Gründen änderte sie hierzu ihren Künstlernamen in Anna Nova, was später zu Ana Nova wurde. Inzwischen hat sie in den Vereinigten Staaten Szenen für über 240 Filme gedreht.

## Auszeichnungen und Nominierungen
- 2001: Venus Award –  Best New Female Starlet (Germany)
- 2004: AVN Award Nominierung – Female Foreign Performer of the Year
- 2004: AVN Award Nominierung – Best Three-Way Sex Scene (Video) (in Ass Stretchers mit Julie Night und Mr. Pete)

## Filmografie (Auswahl)
- 2001: Die Teufelsnonne (Voto di castità)
- 2002: Nacho: Latin Psycho II – Crazy ASSylum
- 2002: Knallharte Jungs
- 2003: Double Decker Sandwich 1
- 2004: Cytherea Iz Squirtwoman 1
- 2005: Double D POV 2
- 2005: Orgi Pörnchen 3 – Atzenträume werden wahr
- 2006: Cougar Coochie 1
- 2006: Tailgunners
- 2007: Gaped Crusaders 2
- 2008: Mommy Got Boobs 2
- 2009: Big Butts Like It Big 3
- 2010: Official Bounty Hunter Parody 1
- 2013: Huge Black Dicks Hot White Chicks